# Ligne 1 du tramway de La Haye
Pour les articles homonymes, voir Ligne 1.

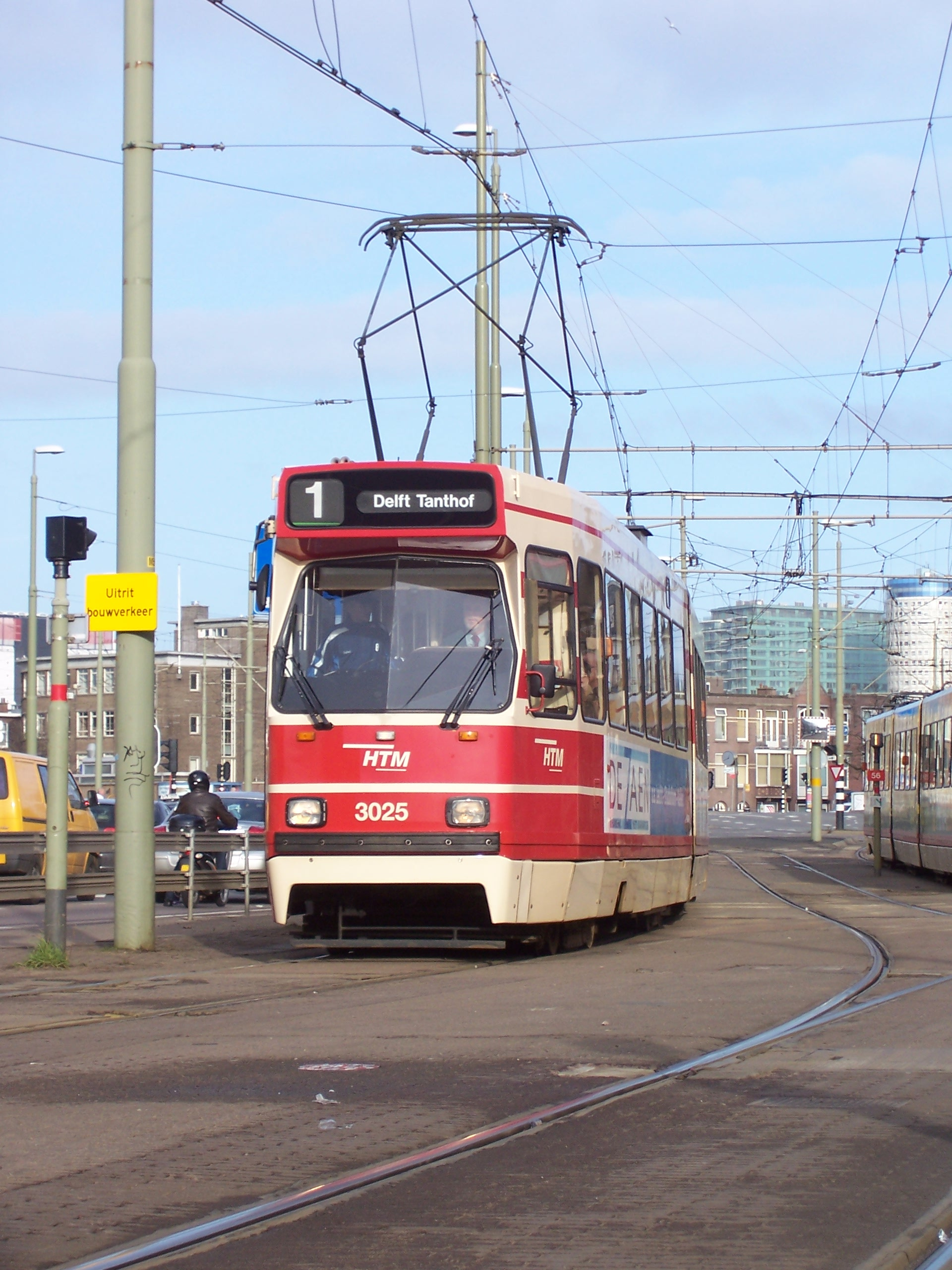
HTM 3025 Stationsstraat, près de Rijswijkseplein à La Haye. Tram de la ligne 1 en direction de Delft en janvier 2006

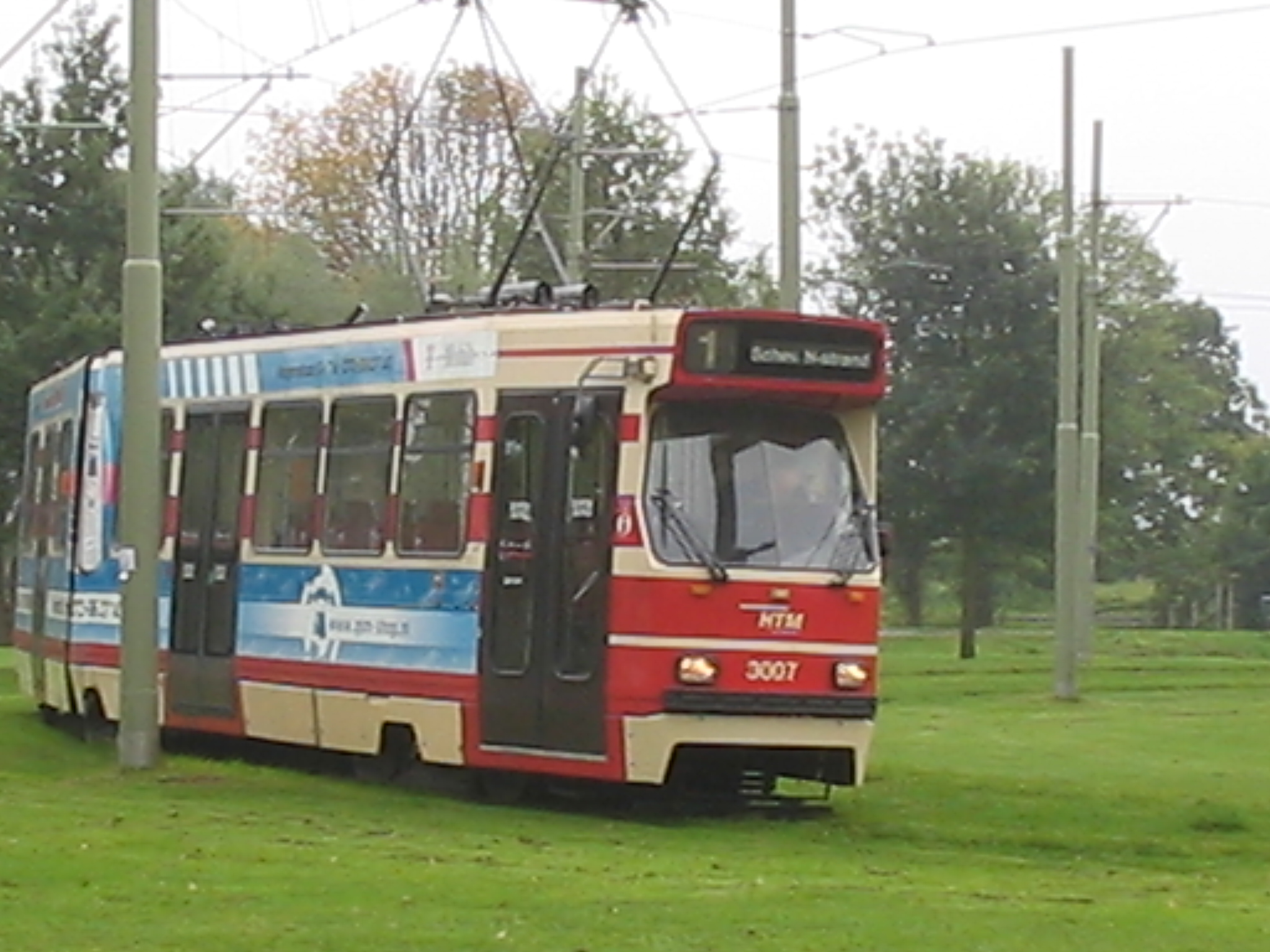
Boucle de retournement de Delft Tanthof

La ligne 1 du tramway de La Haye de la HTM relie Scheveningen Noorderstrand (plage du nord) (arrêt Zwarte Pad) à Delft, quartier Tanthof.

## Trajet
Au départ de la plage du nord (Noorderstrand), la ligne passe par le Kurhaus, rejoint le cœur historique de Schéveningue, passe devant le lycée français, traverse le bois de Schéveningue, passe devant le palais de la Paix, la Plein 1813, devant le Binnenhof, traverse le centre de La Haye, passe à la gare de La Haye-HS, à Ryswick et le Hoornbrug, longe le Vliet et le retraverse au Reineveldbrug, longe le centre de Delft vers le quartier Tanthof.

## Histoire
- 24 novembre 1905: la toute première route de la ligne 1 reliait de gare de La Haye-HS à Bankaplein.
- 17 novembre 1944: à ce jour la ligne a subi quelques changements, arrêt de toutes les lignes de tram.
- 11 juin 1945: la ligne 1 redémarre, de Zuiderparklaan à Tournooiveld.
- 25 mai 1958: après quelques changements, la ligne est remplacée par la ligne de bus 1, qui va de Staatsspoor à Prins Mauritslaan.
- 22 mai 1966: nouvelle ligne de tram, de Turfmarkt à la gare de Delft.
- 2 octobre 1983 : ligne prolongée jusqu'à Schéveningue
- 26 août 1994 : ligne prolongée jusqu'à Tandhof
- 13 juillet 1995 : début de la ligne  1K, pour Kort avec un trajet raccourcis, de Scheveningen Noorderstrand (Zwarte Pad) à la gare centrale.
- 30 mai 2001 : pour cause de travaux entre Haagweg et Hoornbrug la ligne 1 est remplacée par des bus et la ligne 1K est annulée..
- 3 septembre 2001: reprise de la ligne, de Scheveningen Noorderstrand (Zwarte Pad) à Delft Tanthof (Abtswoudsepark).

## Horaires
Le trajet total dure environ une heure.
Les jours de semaine, il y a un tram toutes les 10 minutes, en soirée et les weekends, la fréquence baisse à 15 minutes.
Le garage se trouvant à Schéveningue, les quatre premiers trams du matin partent de Schéveningue (Kurhaus) et les quatre derniers y arrivent.